# Michał Kowalczyk
Michał Kowalczyk (ur. 8 lutego 1937 w Aubin) – polski polityk, poseł na Sejm RP II kadencji.

## Życiorys
Ukończył studia na Wydziale Mechanicznym Politechniki Wrocławskiej w 1961. Z zawodu jest menadżerem do spraw inwestycji. W 1993 uzyskał mandat posła na Sejm II kadencji w okręgu Wałbrzych z listy Unii Pracy.